# 凹足银杏蟹
凹足银杏蟹（学名：Actaea cavipes）为扇蟹科银杏蟹属的动物。分布于日本、斐济群岛、塔西提岛、吉尔伯特群岛、新喀里多尼亚、新几内亚、越南、安达曼群岛、拉克代夫群岛、波斯湾、红海、非洲东岸以及中国大陆的西沙群岛等地，生活环境为海水，多生活于珊瑚礁浅水中。